# Ханикатт, Тайлер
Тайлер Деон Ханикатт (англ. Tyler Deon Honeycutt; 15 июля 1990 — 7 июля 2018) — американский профессиональный баскетболист, игравший на позиции лёгкого форварда.

## Карьера
Тайлер Ханикатт окончил общественную школу Sylmar High School в общине Лос-Анджелеса Сильмар в долине Сан-Фернандо в штате Калифорния. В 2009 году поступил в Университет Калифорнии в Лос-Анджелесе, где играл 2 сезона за баскетбольную команду «УКЛА Брюинз».
В 2011 году был выбран под 35-м номером на драфте НБА 2011 года клубом «Сакраменто Кингз». За 2 сезона в составе «Кингз» провёл в регулярном чемпионате НБА 24 матча, в среднем набирая 5 очков, 1 подбор и 0,4 перехвата за игру.
После этого перебрался в Европу, где подписал контракт с израильским клубом «Ирони» (Нес-Циона). Там Ханикатт стабильно выходил в стартовой пятёрке, и отличался хорошей статистикой – 15,6 очка, 9,1 подбора и 3,8 передачи за матч.
В 2014 году Ханикатт подписал 2-летний контракт с «Химками», в составе которых выиграл Еврокубок и серебряные медали Единой лиги ВТБ.
В июле 2016 года перешёл в «Анадолу Эфес». В Евролиге Ханикат набирал 9,2 очка, 7,3 подбора, 2,0 передачи и 1,1 перехвата в среднем за матч.
В «Матче всех звёзд» чемпионата Турции Ханикатт забил сверху, перепрыгнув через пятерых одноклубников, и стал победителем конкурса данков.
В июле 2017 года Ханикатт вернулся в «Химки».

## Смерть
7 июля 2018 года стало известно, что Ханикатт забаррикадировался от полиции в своём доме в Лос-Анджелесе. Полицейские получили звонок от матери баскетболиста, которая сообщила о неадекватном поведении сына. Когда офицеры прибыли на место происшествия, Ханикатт начал стрелять и вынудил полицейских открыть ответный огонь. После проникновения в дом полицейских спецназа Тайлер был найдем мёртвым.

Тренер Борт Экскотто, который работал с Ханикаттом в школе Силмар, рассказал, что Тайлер покончил жизнь самоубийством:
Он был отличным парнем. Просто отличным. Но у него были кое-какие проблемы. Кажется, его что-то тяготило… Насколько я знаю, он застрелился. Думаю, что он был не создан для тюрьмы. Но я никогда не думал, что его жизнь завершится вот так. Очень тяжело парню из Лос-Анджелеса жить в России, не зная ни языка, ничего. Ему непросто давалась адаптация там. Я ему постоянно говорил, что ему нужно чаще выбираться и встречаться с людьми».
Тренер также рассказал, что переписывался с игроком, когда тот отстреливался от полиции, и получил сообщение «К».

Мать Тайлера Лиза Стэйз убеждена, что её сын пострадал от рук полиции:
В тот день он планировал уйти, но потом расстроился, и я не могла его понять. Он хотел играть в НБА, у него была договоренность о том, что он сыграет в Летней лиге за «Оклахому», но они сделали тесты и обнаружили у него проблему с коленом. Это его дико расстроило. Я ему сказала, что если он будет вести себя агрессивно, то я вызову полицию. Так что я позвонила полицейским, а они пришли и убили моего ребенка. Они пытались сказать мне, что он застрелил себя. Он был очень расстроен, но он уверял меня, что никогда не сделает с собой ничего подобного, он обещал мне.
Он не стрелял в них, он просто выстрелил в воздух через окно, потому что был в панике и очень напуган. Полицейские собрали 30 машин и 3 вертолёта, и всё это против одного испуганного мальчика.
У нас довольно большой дом. И после этого кровь была повсюду в коридоре, размазана по стенам, следы крови были в туалете в его спальне. Он не застрелил себя. Когда ты стреляешь в себя, ты умираешь на месте, ты не ходишь из комнаты в комнату вот так. Думаю, что его застрелила полиция через окно.
Когда его увозили, я просила их, чтобы они дали мне посмотреть на него, но они сказали: «Мадам, вы не хотите это видеть». Так что я даже не знаю, в какое место ему попали. Он забрался в туалет в спальне, чтобы защитить себя, и там истек кровью. Он стащил всю мебель к двери, чтобы закрыть проход.
Мне сказали, что на расследование уйдёт 10 месяцев. Но как я могу доверять им?!»

В сентябре 2018 года главный тренер «Химок» Георгиос Барцокас впервые прокомментировал трагическую смерть Ханикатта:
Он был мальчиком из Лос-Анджелеса. Он приехал из солнечного места, с другим образом жизни, отличным от Москвы — другой погодой, другими вещами. Что-то его угнетало.
Честно говоря, когда я узнал о его смерти, не мог разговаривать три дня. Это был не только большой шок от трагедии и сожаления — я попросту не ожидал такого поворота событий.
Когда я спросил у Энтони Гилла, который жил с ним на выездах, он сказал, что никогда не читал по поведению Тайлера грусти или депрессии. Он был общительный парень, невероятный, без всякой гнильцы. Никакой агрессии.

Его смерть бросила тень на всю нашу команду»

## Достижения
- Чемпион D-лиги: 2012/2013
- Обладатель Еврокубка: 2014/2015
- Серебряный призёр Единой лиги ВТБ (2): 2014/2015, 2017/2018
- Серебряный призёр Чемпионата России (2): 2014/2015, 2017/2018
- Серебряный призёр Кубка Турции: 2016/2017

## Статистика

### Статистика в НБА
| Сезон                                                                                    | Команда    | Регулярный сезон | Регулярный сезон | Регулярный сезон | Регулярный сезон | Регулярный сезон | Регулярный сезон | Регулярный сезон | Регулярный сезон | Регулярный сезон | Регулярный сезон | Регулярный сезон | Серия плей-офф | Серия плей-офф | Серия плей-офф | Серия плей-офф | Серия плей-офф | Серия плей-офф | Серия плей-офф | Серия плей-офф | Серия плей-офф | Серия плей-офф | Серия плей-офф |
| Сезон                                                                                    | Команда    | GP               | GS               | MPG              | FG%              | 3P%              | FT%              | RPG              | APG              | SPG              | BPG              | PPG              | GP             | GS             | MPG            | FG%            | 3P%            | FT%            | RPG            | APG            | SPG            | BPG            | PPG            |
| ---------------------------------------------------------------------------------------- | ---------- | ---------------- | ---------------- | ---------------- | ---------------- | ---------------- | ---------------- | ---------------- | ---------------- | ---------------- | ---------------- | ---------------- | -------------- | -------------- | -------------- | -------------- | -------------- | -------------- | -------------- | -------------- | -------------- | -------------- | -------------- |
| 2011/12                                                                                  | Сакраменто | 15               | 0                | 5,9              | 33,3             | 33,3             | 60,0             | 0,9              | 0,5              | 0,3              | 0,2              | 1,3              | Не участвовал  | Не участвовал  | Не участвовал  | Не участвовал  | Не участвовал  | Не участвовал  | Не участвовал  | Не участвовал  | Не участвовал  | Не участвовал  | Не участвовал  |
| 2012/13                                                                                  | Сакраменто | 9                | 0                | 3,6              | 27,3             | 0,0              | 100,0            | 1,1              | 0,2              | 0,0              | 0,1              | 0,9              | Не участвовал  | Не участвовал  | Не участвовал  | Не участвовал  | Не участвовал  | Не участвовал  | Не участвовал  | Не участвовал  | Не участвовал  | Не участвовал  | Не участвовал  |
|                                                                                          | Всего      | 24               | 0                | 5,0              | 31,4             | 20,0             | 71,4             | 1,0              | 0,4              | 0,2              | 0,2              | 1,2              | Не участвовал  | Не участвовал  | Не участвовал  | Не участвовал  | Не участвовал  | Не участвовал  | Не участвовал  | Не участвовал  | Не участвовал  | Не участвовал  | Не участвовал  |
| Наведите курсор мыши на аббревиатуры в заголовке таблицы, чтобы прочесть их расшифровку. |            |                  |                  |                  |                  |                  |                  |                  |                  |                  |                  |                  |                |                |                |                |                |                |                |                |                |                |                |

### Статистика в Джи-Лиге
| Сезон                                                                                    | Команда                   | Регулярный сезон | Регулярный сезон | Регулярный сезон | Регулярный сезон | Регулярный сезон | Регулярный сезон | Регулярный сезон | Регулярный сезон | Регулярный сезон | Регулярный сезон | Регулярный сезон | Серия плей-офф | Серия плей-офф | Серия плей-офф | Серия плей-офф | Серия плей-офф | Серия плей-офф | Серия плей-офф | Серия плей-офф | Серия плей-офф | Серия плей-офф | Серия плей-офф |
| Сезон                                                                                    | Команда                   | GP               | GS               | MPG              | FG%              | 3P%              | FT%              | RPG              | APG              | SPG              | BPG              | PPG              | GP             | GS             | MPG            | FG%            | 3P%            | FT%            | RPG            | APG            | SPG            | BPG            | PPG            |
| ---------------------------------------------------------------------------------------- | ------------------------- | ---------------- | ---------------- | ---------------- | ---------------- | ---------------- | ---------------- | ---------------- | ---------------- | ---------------- | ---------------- | ---------------- | -------------- | -------------- | -------------- | -------------- | -------------- | -------------- | -------------- | -------------- | -------------- | -------------- | -------------- |
| 2011/12                                                                                  | Рино Бигхорнс             | 10               | 1                | 12,7             | 41,8             | 37,5             | 43,8             | 2,9              | 0,9              | 0,9              | 0,5              | 5,9              | Не участвовал  | Не участвовал  | Не участвовал  | Не участвовал  | Не участвовал  | Не участвовал  | Не участвовал  | Не участвовал  | Не участвовал  | Не участвовал  | Не участвовал  |
| 2012/13                                                                                  | Рино Бигхорнс             | 7                | 3                | 31,1             | 46,2             | 35,7             | 78,6             | 9,6              | 1,4              | 2,3              | 1,7              | 10,9             | Не участвовал  | Не участвовал  | Не участвовал  | Не участвовал  | Не участвовал  | Не участвовал  | Не участвовал  | Не участвовал  | Не участвовал  | Не участвовал  | Не участвовал  |
| 2012/13                                                                                  | Рио-Гранде Вэллей Вайперс | 8                | 2                | 18,3             | 51,8             | 44,4             | 88,2             | 5,4              | 1,5              | 1,9              | 0,8              | 10,1             | 6              | 0              | 19,8           | 48,6           | 28,6           | 66,7           | 4,7            | 1,7            | 0,7            | 0,7            | 7,3            |
|                                                                                          | Всего                     | 25               | 6                | 19,7             | 46,6             | 39,6             | 70,2             | 5,6              | 1,2              | 1,6              | 0,9              | 8,6              | 6              | 0              | 19,8           | 48,6           | 28,6           | 66,7           | 4,7            | 1,7            | 0,7            | 0,7            | 7,3            |
| Наведите курсор мыши на аббревиатуры в заголовке таблицы, чтобы прочесть их расшифровку. |                           |                  |                  |                  |                  |                  |                  |                  |                  |                  |                  |                  |                |                |                |                |                |                |                |                |                |                |                |

### Статистика в NCAA
| Сезон | Команда | Conf   | Class | GP | GS | MPG  | FG%  | 3P%  | FT%  | RPG | APG | SPG | BPG | PPG  |
| --- | ------- | ------ | ----- | -- | -- | ---- | ---- | ---- | ---- | --- | --- | --- | --- | ---- |
| 2009/10 | УКЛА    | Pac-10 | FR    | 26 | 18 | 27,7 | 49,6 | 34,5 | 60,0 | 6,5 | 2,7 | 1,5 | 1,2 | 7,2  |
| 2010/11 | УКЛА    | Pac-10 | SO    | 33 | 33 | 35,0 | 40,6 | 36,2 | 73,6 | 7,2 | 2,8 | 0,9 | 2,0 | 12,8 |
| Всего | Всего   | Всего  | Всего | 59 | 51 | 31,7 | 43,1 | 35,9 | 68,4 | 6,9 | 2,8 | 1,2 | 1,7 | 10,3 |
| Наведите курсор мыши на аббревиатуры в заголовке таблицы, чтобы прочесть их расшифровку Статистика приведена с сайта sports-reference.com |         |        |       |    |    |      |      |      |      |     |     |     |     |      |

### Статистика в других лигах
| Сезон | Команда           | Лига              | GP  | GS  | MPG  | FG%  | 3P%  | FT%  | RPG | APG | SPG | BPG | PFL | TOV | PPG  |
| --- | ----------------- | ----------------- | --- | --- | ---- | ---- | ---- | ---- | --- | --- | --- | --- | --- | --- | ---- |
| 2013/14 | Ирони Нес-Циона   | Чемпионат Израиля | 29  | 27  | 34,4 | 46,0 | 36,2 | 66,9 | 9,1 | 3,8 | 2,1 | 1,2 | 2,4 | 3,2 | 15,6 |
| 2014/15 | Все клубы         | Все лиги          | 40  | 24  | 21,6 | 45,5 | 33,3 | 76,8 | 5,6 | 1,5 | 1,3 | 0,5 | 1,8 | 1,2 | 7,4  |
| 2014/15 | Химки             | Единая лига ВТБ   | 22  | 13  | 21,7 | 44,7 | 35,7 | 70,6 | 5,6 | 1,3 | 1,3 | 0,3 | 1,5 | 1,3 | 7,0  |
| 2014/15 | Химки             | Кубок Европы      | 18  | 11  | 21,4 | 46,3 | 30,2 | 82,9 | 5,7 | 1,8 | 1,4 | 0,8 | 2,1 | 1,0 | 7,9  |
| 2015/16 | Все клубы         | Все лиги          | 56  | 47  | 19,6 | 49,6 | 35,0 | 58,4 | 5,9 | 1,3 | 0,9 | 0,7 | 1,9 | 0,7 | 5,8  |
| 2015/16 | Химки             | Единая лига ВТБ   | 33  | 30  | 19,5 | 48,1 | 34,1 | 54,5 | 5,7 | 1,4 | 0,9 | 0,5 | 2,0 | 0,8 | 5,7  |
| 2015/16 | Химки             | Евролига          | 23  | 17  | 19,7 | 52,0 | 35,9 | 63,6 | 6,1 | 1,1 | 0,8 | 1,0 | 1,8 | 0,7 | 6,0  |
| 2016/17 | Все клубы         | Все лиги          | 63  | 16  | 23,1 | 41,2 | 30,6 | 67,8 | 6,7 | 1,9 | 1,0 | 0,7 | 1,9 | 1,7 | 8,5  |
| 2016/17 | Анадолу Эфес      | Евролига          | 35  | 1   | 24,5 | 40,1 | 30,3 | 68,0 | 7,3 | 2,0 | 1,1 | 0,9 | 1,8 | 1,8 | 9,2  |
| 2016/17 | Анадолу Эфес      | Чемпионат Турции  | 28  | 15  | 21,5 | 42,9 | 31,0 | 67,3 | 6,0 | 1,8 | 0,8 | 0,6 | 2,0 | 1,5 | 7,6  |
| 2017/18 | Все клубы         | Все лиги          | 33  | 7   | 23,4 | 46,9 | 41,7 | 75,0 | 5,9 | 1,9 | 0,9 | 0,6 | 1,8 | 1,3 | 9,7  |
| 2017/18 | Химки             | Евролига          | 17  | 0   | 21,2 | 47,4 | 49,1 | 87,0 | 5,4 | 1,8 | 1,1 | 0,7 | 1,5 | 1,5 | 9,2  |
| 2017/18 | Химки             | Единая лига ВТБ   | 16  | 7   | 25,8 | 46,3 | 34,0 | 69,4 | 6,4 | 2,1 | 0,7 | 0,5 | 2,1 | 1,1 | 10,3 |
| Всего | Всего             | Всего             | 221 | 121 | 23,5 | 45,2 | 34,8 | 68,4 | 6,5 | 1,9 | 1,2 | 0,7 | 1,9 | 1,5 | 8,7  |
| В Евролиге | В Евролиге        | В Евролиге        | 75  | 18  | 22,3 | 44,3 | 36,3 | 69,9 | 6,5 | 1,7 | 1,0 | 0,9 | 1,8 | 1,4 | 8,2  |
| В Единой лиге ВТБ | В Единой лиге ВТБ | В Единой лиге ВТБ | 71  | 50  | 21,6 | 46,5 | 34,7 | 64,6 | 5,8 | 1,5 | 1,0 | 0,4 | 1,9 | 1,0 | 7,1  |
| Наведите курсор мыши на аббревиатуры в заголовке таблицы, чтобы прочесть их расшифровку Статистика приведена с сайта basketball.realgm.com |                   |                   |     |     |      |      |      |      |     |     |     |     |     |     |      |